# Aurélie Bidermann
Pour les articles homonymes, voir Bidermann (homonymie).
Aurélie Bidermann, née en 1975 à Paris, est une créatrice de bijoux française ayant fondé en 2004 la maison de joaillerie et bijouterie parisienne qui porte son nom.

## Biographie
Née à Paris, Aurélie Bidermann baigne dès son enfance dans les milieux artistique et créatif dans lesquels évoluent ses parents : mes parents avaient une collection d'Art nouveau, précise-t-elle. Elle développe précocement une passion pour l’art sous toutes ses formes et envisage dans un premier temps de se professionnaliser dans ce domaine en devenant commissaire priseur. Dans cette optique, elle suit des études d’histoire de l’art entre Paris et Londres et commence sa carrière chez Sotheby's à New York en 1999 au département impressionniste dans un premier temps, puis au département d’art contemporain ; elle y reste deux ans.
C’est au cours de ses nombreux voyages, notamment en Inde, qu’elle s’intéresse de plus en plus à l’histoire des pierres et métaux précieux. De retour à Paris, elle intègre ensuite l'école de Gemmologie d’Anvers où elle étudie la science des pierres précieuses et se perfectionne en dessin technique. Une fois diplômée, elle commence à confectionner des bijoux porte-bonheur qu’elle offre à ses amies.

## La marque

### Historique
Aurélie Bidermann décide de se professionnaliser et lance son activité commerciale dès 2004. À ce moment-là, le concept store Colette remarque le potentiel de ses créations et devient le premier distributeur de la marque,.
Sa première collection sera composée de bracelets et colliers porte-bonheur intitulés « Charms ». Au fil des collections, Aurélie Bidermann étoffe ses créations à l’image des bracelets tressés Copacabana et Do Brasil ou des manchettes Dentelles. Elle réinterprète ainsi ses créations en puisant ses inspirations dans l’art, les voyages et la nature. Serpent, plume, blé, scarabée, coccinelle constituent désormais son patrimoine.  
Les créations se caractérisent également par le mélange de matières organiques – coton, bois, coquillage, plume, feuille et de matières minérales – or, argent, vermeil, pierres précieuses et semi-précieuses. 
Parallèlement l’activité de la créatrice se développe. Aurélie Bidermann crée ainsi sa propre société, la SAS AB Libellule en 2009, reprenant ses initiales et son symbole, la libellule.
La marque lance son site de vente en ligne en 2010. Dans la foulée, elle inaugure son premier corner[Quoi ?] en juillet 2012 et sa première boutique en septembre 2012 à Paris dans le quartier de Saint Germain des Près.
Fin 2013, elle lance sa ligne de joaillerie. En août 2014, la Maison ouvre sa première boutique à l’international, à New York, dans le quartier de SoHo. La même année, Jean-Paul Bize entre au capital de l'entreprise. 
Depuis ses débuts, la marque est plébiscitée par les rédactrices de mode à travers le monde et adoptée par des personnalités comme Beyoncé, Emma Watson ou Sofia Coppola. Elle a fait toutefois l'objet d'une liquidation judiciaire en novembre 2016, et a été reprise dans la foulée par Jean-Paul Bize via sa société AMS Industries, fonds également propriétaire de la maison Poiray.
Si l'investisseur a acheté la totalité de la marque, Aurélie Bidermann reste directrice artistique et est nommée en même temps directrice artistique des collections horlogerie et joaillerie de Poiray,.

### Collections
La marque s'est fait remarquer grâce à ses collections intemporelles qui regroupent les pièces permanentes et s'enrichissent au fil des saisons[non neutre]. À l'instar des thèmes Do Brasil, Blé, Copacabana ou Mamba qui sont réédités d'une saison sur l'autre. 
La créatrice a aussi créé des bijoux directement inspirés de la nature : Les organiques. Cette collection est réalisée entièrement à la main à partir de véritables matières organiques – Plume de cygne, trèfle à quatre feuilles, feuille de Ginkgo – trempées dans un bain d’or 18 carats ou d’argent, puis transformés en pendentif ou boucles d’oreilles.
Aurélie Bidermann s'est également lancé dans la petite joaillerie puis la joaillerie en 2013. Cette dernière ligne décline notamment les modèles et symboles emblématiques de la maison à l’instar du thème Dentelle ou des charms scarabée et coccinelle sertis de pierres précieuses. 

### Collaborations
Dès 2004, la créatrice se fait recruter par la marque Bonpoint qui lui propose de créer une ligne de bijoux pour enfants en collaboration. En parallèle, elle développe des lignes de bijoux pour les défilés de Jason Wu (hiver 2010) et Proenza Schouler (été 2011). 
Elle a également étroitement collaboré avec la maison Balmain et son directeur artistique Olivier Rousteing en cosignant le sac à main « Pierre » porté notamment par Kate Moss et Miranda Kerr.

### Points de vente
Les créations Aurélie Bidermann sont disponibles dans des centaines de points de vente dans le monde entier parmi lesquels le concept-store colette à Paris, Dover Street Market à Londres, The Webster à Miami, Barney’s et Jeffrey à New York.
La marque possède deux boutiques en propre à Paris et New York, inaugurées respectivement en 2012 et 2014.